# 全国人民代表大会常务委员会办公厅秘书局
全国人民代表大会常务委员会办公厅秘书局（简称全国人大常委会办公厅秘书局），是全国人民代表大会常务委员会办公厅内设机构。

## 沿革
1954年全国人大常委会办公厅成立时，设有秘书处。1958年7月，将秘书处改为秘书室。文革爆发后，1966年8月，康生、徐冰、刘宁一、周荣鑫组成全国人大常委会机关领导小组，主持常委会机关工作。1968年6月，根据中共中央决定，全国人大常委会机关和全国政协机关实行军管，全国人大常委会机关设立军管组。1969年11月，全国人大常委会机关在湖北沙洋设立五七干校，大部分人员被下放到五七干校劳动，法律室、民族室、人民接待室、秘书室、外事室随之停止工作，全国人大常委会机关在北京成立留守处, 在军代表李启煌领导下处理日常工作。1973年3月军管组撤离。
1975年1月13日至17日，第四届全国人民代表大会第一次会议在北京召开。同年2月，全国人大常委会机关在人民大会堂恢复办公，常委会下设民族政策研究组、宗教政策研究组、办公厅，办公厅下设秘书组、外事组、政法组、总务组。1978年2月26日到3月5日, 第五届全国人民代表大会第一次会议在北京召开。五届全国人大一次会议恢复设立全国人民代表大会代表资格审查委员会，办公厅下设秘书组、外事组、政法组、总务组、信访组。
1980年，全国人大办公厅下设各组改名为室，总务组划归秘书室，调整为四个室：秘书室、政法室、外事室、信访室。1981年增设研究室，共计五个室。
1983年6月6日到21日，第六届全国人民代表大会第一次会议在北京召开。会议根据新《中华人民共和国宪法》的规定，在全国人大设立代表资格审查委员会和民族、法律、财政经济、教育科技文化卫生、外事、华侨6个专门委员会。办公厅下设秘书室、政法室、信访室、外事室、研究室。1983年室改名为局，政法室更名为联络局，成为四局一室：秘书局、联络局、信访局、外事局、研究室。1986年5月增设行政管理局。1987年7月增设新闻局、人事局，成为七局一室。六届人大一次会议以后，设立机关党委办公室，为局级单位。
后来，秘书局改为秘书一局、秘书二局。秘书二局负责全国人大的立法规划和立法计划职能，秘书二局一般先召集国务院法制办、全国人大各专门委员会等部门，提出各自在未来5年或1年的立法计划，经协调后召开专家会议听取专家意见，最后确定立法规划，并提交全国人大常委会委员长会议审议，再由委员长会议提交常委会会议审议通过。
2007年3月，全国人大调整立法工作体制，由全国人大常委会法制工作委员会（法工委）承担立法工作的各项职能，统筹立法工作全过程；将原全国人大常委会办公厅秘书二局的拟定立法规划、立法计划的职能合并到法工委，并撤销秘书二局，成立法工委立法规划室。秘书一局改为秘书局。

## 机构设置
- 办公室[3][4]
- 保密办[4]
- 综合处[5]
- 会务处[6]
- 档案处[7]

## 历任领导
全国人大常委会办公厅秘书局
| 局长 …… - 袁亚平（？—？） | 副局长 …… - 李在德（1982年—1982年9月） - 孟晓苏（1989年—1990年） - 孙方勇（？—？） …… - 蔡定剑（？—2003年） |

全国人大常委会办公厅秘书一局
| 局长 - 韩晓武（？—2007年） | 副局长 - 古小玉（？—？） |

全国人大常委会办公厅秘书二局
| 局长 - 王培英（？—？） | 副局长 |

全国人大常委会办公厅秘书局
| 局长 - 窦树华（？—？） 巡视员 - 马夏（？—？） - 傅文杰（？—？） | 副局长 - 李庆（2007年—？） - 何宝玉（？—？） - 傅文杰（？—？，巡视员兼） - 张新民（？—？） - 韦铁（？—？） - 张锦铖（？—？） 副巡视员 |